# آدام چهار پسر داشت
آدام چهار پسر داشت (انگلیسی: Adam Had Four Sons) فیلمی در ژانر رمانتیک و درام به کارگردانی گرگوری راتوف است که در سال ۱۹۴۱ منتشر شد.

## خلاصه فیلم
اوایل سال ۱۹۰۵، پرستار فرانسوی "امیلی گالاتین" استخدام می‌شود تا از عمارت مجلل و چهار پسر "آدا استودارد" ثروتمند و همسرش "مالی" مراقبت کند. همه چیز به خوبی پیش می‌رود تا اینکه در سال ۱۹۰۷ مالی می‌میرد و پس از سقوط بازار سهام ثروت خانواده از بین می‌رود و...